# Irvin Shapiro
Irvin Shapiro (6 août 1906 - New York, 1er janvier 1989) est un producteur et distributeur de films américain.

## Filmographie
- 1981 : Evil Dead
- 1985 : Mort sur le grill
- 1987 : Evil Dead 2